# ان‌جی‌سی ۶۶۷۰
ان‌جی‌سی ۶۶۷۰ (انگلیسی: NGC 6670) یک جفت کهکشان در حال برهم‌کنش در صورت فلکی اژدها است که حدود ۴۰۱ میلیون سال نوری از زمین فاصله دارد. Its shape resembles a leaping dolphin. این کهکشان‌ها توسط لوئیس سوئیفت در ۳۱ ژوئیه ۱۸۸۶ کشف شد.